# 神戸市交通局1150形電車
神戸市交通局1150形電車（こうべしこうつうきょく1150がたでんしゃ）は、神戸市交通局がかつて所有していた神戸市電の路面電車車両である。
神戸市電全廃後に広島電鉄に譲渡された。譲渡後については広島電鉄1150形電車を参照。

## 概要
1150形は、当時大都市の路面電車事業者が相次いで採用していた和製PCCカーを神戸市でも導入することになり、先に登場していた1100形を基に、床下機器を一新して登場した。
1955年1月にまず2両 (1151,1152号) が登場した。この2両は言わば試作車であり、川崎車輛で製造された1151号は、前面窓枠の隅部に丸みが付き、さらに窓ガラスがHゴム支持化された。主制御器は東芝製PC201A、台車は同じく東芝製TT-102で、直角カルダン駆動を採用している。一方、ナニワ工機で製造された1152号は、車体は1101形の 1101 - 1103 とほぼ同型で、側面窓の上部と戸袋窓、乗降扉にHゴムが採用されている。主制御器は三菱電機製MU-5-113A、台車は住友金属製FS-352で、平行カルダン駆動である。
交通局では、この2両を使用して比較検討を行った結果、車体は1151号を、床下機器は1152号をベースに増備されることとなり、1956年10月に川崎車輌で6両 (1153-1158号) が増備された。また 1151号は1152号と同様の電装機器に変更された。
しかし、増備してはみたものの、初期故障を含む故障の多発に保守陣が手を焼き、またPCCカーの電気制動に運転士が不慣れだったこともあってほとんど使用されない日々が続いたことから、その後の増備は1100形に戻された。また、1150形についても直接制御・吊り掛け駆動に変更することを決定し、1964年に大阪市交通局より801形・901形の足回りを譲り受けて交換。台車もブリル77E形になった。
1968年には、僚車の1101形とともに大阪車輌工業にてワンマン改造されたが、1155号のみは改造対象から外され、ツーマンカーのまま残された。
8両ともに1971年3月の神戸市電全廃まで使用された。

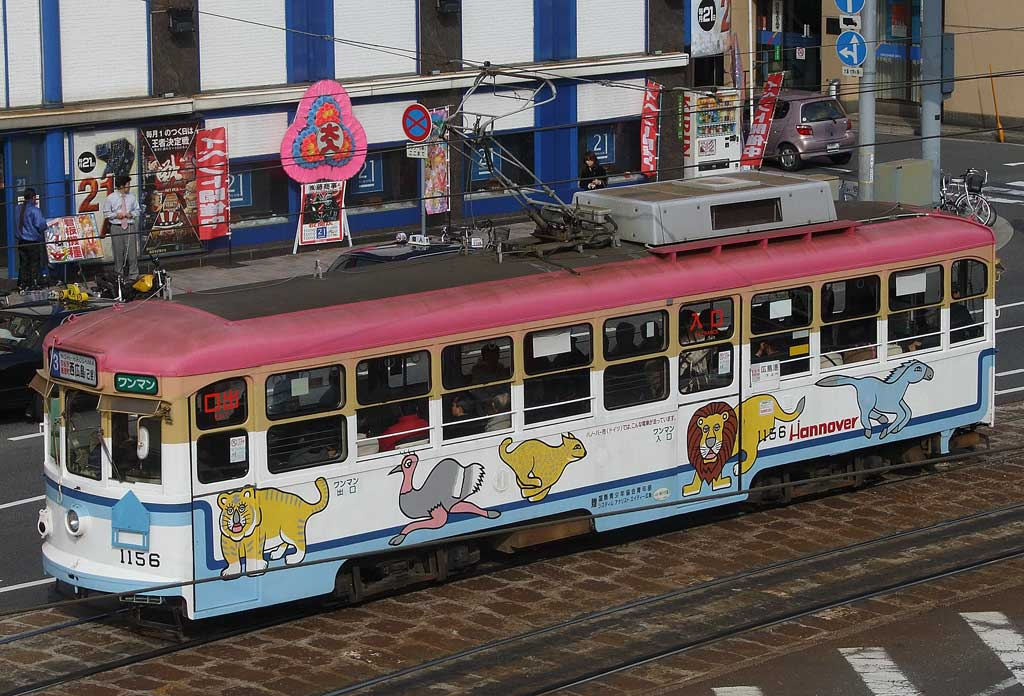
広島電鉄譲渡後の1150形1156号。広島とドイツ・ハノーバー市との友好の証としてハノーバー電車の塗装となっている。広電鷹野橋停留場周辺にて撮影

廃止後、ツーマンカーの1155号を除く7両が広島電鉄に譲渡されることになり、廃止翌日から広島へ輸送され、整備終了したものから1150形として順次使用開始した。

## 保存
1155号が神戸市東灘区の小寄公園（保存当時、本山交通公園）に保存された。一時期かなり荒廃し、2003年には解体も計画されたが、市民の声により予定を変更。外板の張り替え及び再塗装、ガラスの交換や方向幕の再制作などを行い、美しい姿がよみがえっている。
2017年10月の台風で屋根などが大きく損傷したが、2020年春に修復されている。

## 各車状況
| 車番 | 竣工       | 製造所     | 旧性能化      | ワンマン改造 | 廃車      | 最終所属車庫 | 備考                      |
| ---- | ---------- | ---------- | ------------- | ------------ | --------- | ------------ | ------------------------- |
| 1151 | 1955年1月  | 川崎車輛   | 1964 - 1968年 | 1968年       | 1971年3月 | 和田車庫     | 広島電鉄に譲渡 （同番号） |
| 1152 | 1955年1月  | ナニワ工機 | 1964 - 1968年 | 1968年       | 1971年3月 | 和田車庫     | 広島電鉄に譲渡 （同番号） |
| 1153 | 1956年10月 | 川崎車輛   | 1964 - 1968年 | 1968年       | 1971年3月 | 和田車庫     | 広島電鉄に譲渡 （同番号） |
| 1154 | 1956年10月 | 川崎車輛   | 1964 - 1968年 | 1968年       | 1971年3月 | 和田車庫     | 広島電鉄に譲渡 （同番号） |
| 1155 | 1956年10月 | 川崎車輛   | 1964 - 1968年 | 未実施       | 1971年3月 | 和田車庫     | 本山交通公園に保存        |
| 1156 | 1956年10月 | 川崎車輛   | 1964 - 1968年 | 1968年       | 1971年3月 | 和田車庫     | 広島電鉄に譲渡 （同番号） |
| 1157 | 1956年10月 | 川崎車輛   | 1964 - 1968年 | 1968年       | 1971年3月 | 和田車庫     | 広島電鉄に譲渡 （同番号） |
| 1158 | 1956年10月 | 川崎車輛   | 1964 - 1968年 | 1968年       | 1971年3月 | 和田車庫     | 広島電鉄に譲渡 （同番号） |